# Schampus
Schampus, född 6 oktober 2019, är en tyskfödd amerikansk travare, mest känd för att ha segrat i Breeders' Crown (2021) och Deutsches Traber-Derby (2023).

## Bakgrund
Schampus är en brun hingst efter Propulsion och under Kokette (efter Brioni). Han föddes upp av sin ägare Gestüt Lasbek, Tyskland. Han tränas och körs av Josef Franzl.

## Karriär
Schampus har till 10 augusti 2025 sprungit in 2 808 075 kronor på 23 starter, varav 10 segrar, 3 andraplatser och 5 tredjeplatser. Han har tagit karriärens hittills största seger i Deutsches Traber-Derby (2023).

## Statistik
| Statistik för Schampus (Ref.) | Statistik för Schampus (Ref.) | Statistik för Schampus (Ref.) | Statistik för Schampus (Ref.) | Statistik för Schampus (Ref.) | Statistik för Schampus (Ref.) |
| ----------------------------- | ----------------------------- | ----------------------------- | ----------------------------- | ----------------------------- | ----------------------------- |
| Starter                       | Placeringar                   | Startprissumma                | Segerprocent                  | Platsprocent                  | Rekord                        |
| 23                            | 10-3-5                        | 2 808 075 sek                 | 43 %                          | 78 %                          | 1.11,4ak,                     |

### Större segrar
| År   | Lopp                   | Kusk         | Vinstbelopp | Grupp   |
| ---- | ---------------------- | ------------ | ----------- | ------- |
| 2021 | Breeders' Crown        | Josef Franzl | 24 300 EUR  | Grupp 2 |
| 2023 | Deutsches Traber-Derby | Josef Franzl | 125 000 EUR | Grupp 1 |